# Gazdasági növekedés

A reál GDP növekedés üteme (%-ban) a világ országaiban, 2017-ben

A gazdasági növekedés legelfogadottabb definíciója szerint a gazdaságban termelt termékek és szolgáltatások inflációval korrigált piaci értékének növekedése egy bizonyos időszak alatt. Ezt a közmegállapodásnak megfelelően általában a reál GDP, vagyis a reál bruttó hazai termék százalékos emelkedésében szokás mérni.
A növekedést legtöbbször reál mértékben – például az inflációval súlyozott értéken mérve – szokták mérni, hogy így kiiktassák az inflációnak az árakra gyakorolt hatását. A nemzetgazdaságok, országok bővülését az országos számlakeretek alapján számítják ki. Mivel a gazdasági növekedést a bruttó nemzeti termék százalékos változásával mutatják ki, minden, erre a mutatóra igaz előnyök és hátrányok megjelennek a növekedési számításoknál is. Az országok gazdasági bővülését általában a GDP egy főre vetített értékének százalékos eltérésével szokták jellemezni.
A „gazdasági növekedés üteme” a periódus első és utolsó évében mért GDP hányadosának évekre számított mértani átlaga. Ez azt az évesített átlagos GDP növekedési ütemet adja meg, mely figyelmen kívül hagyja az időszak alatti fluktuációt.
Az inputok (a munkaerő, a fizikai jószágok, energia vagy az alapanyagok) erőforrásainak minél hatékonyabb kihasználásán alapuló bővülést intenzív növekedésnek nevezzük. A GDP növekedésének azt a fajtáját, mikor csupán a rendelkezésre álló erőforrások mennyisége növekszik (népességnövekedés, a használható terület bővülése), extenzív növekedésnek nevezzük.
Új jószágok és szolgáltatások kifejlesztése szintén gazdasági növekedést eredményez.

## Kiszámítása
A gazdasági növekedést az országok statisztikai hivatalai által készített GDP-becslések alapján számítják ki. Az egy főre vetített GDP-t a GDP, valamint az ország lakosságának bázis- és végső évi adataiból számítják ki.

## Hosszútávú növekedés
Az életkörülmények országról országra változnak, így az életkörülmények változása is nagyban eltér minden országnál. Lejjebb egy táblában a GDP/fő és az egy főre vetített éves GDP-növekedés látható pár kiválasztott országban, nagyjából 100 éves időintervallumban. A GDP/fő adatokat inflációval korrigálták, így ezek reálértékek. A GDP/fő értéket úgy lehet kiszámítani, hogy az egész ország GDP-értékét elosztjuk a terület teljes lakosságával. Lényegében megegyezik az átlagos jövedelemmel.
| Ország                    | Időszak   | Reál GDP fejenként az időszak elején | Reál GDP fejenként az időszak végén | Évesített növekedési ráta |
| ------------------------- | --------- | ------------------------------------ | ----------------------------------- | ------------------------- |
| Japán                     | 1890-2008 | $1504                                | $35 220                             | 2,71%                     |
| Brazília                  | 1900-2008 | $779                                 | $10 070                             | 2,40%                     |
| Mexikó                    | 1900-2008 | $1159                                | $14 270                             | 2,35%                     |
| Németország               | 1870-2008 | $2184                                | $35 940                             | 2,05%                     |
| Kanada                    | 1870-2008 | $2375                                | $36 220                             | 1,99%                     |
| Kína                      | 1900-2008 | $716                                 | $6020                               | 1,99%                     |
| Amerikai Egyesült Államok | 1870-2008 | $4007                                | $46 970                             | 1,80%                     |
| Argentína                 | 1900-2008 | $2293                                | $14 020                             | 1,69%                     |
| Egyesült Királyság        | 1870-2008 | $4808                                | $36 130                             | 1,47%                     |
| India                     | 1900-2008 | $675                                 | $2960                               | 1,38%                     |
| Indonézia                 | 1900-2008 | $891                                 | $3830                               | 1,36%                     |
| Banglades                 | 1900-2008 | $623                                 | $1440                               | 0,78%                     |

Az éves GDP-növekedésben mutatkozó látszólag kis eltérések is nagy változáshoz vezetnek, ha kamatos kamattal számolunk velünk. Például a fentebb bemutatott táblázatban az Egyesült Királyságban az egy főre vetített GDP értéke $4808 volt. Ugyanakkor az Amerikai Egyesült Államokban ugyanez az érték $4007 volt, ami majdnem 20%-kal kisebb, mint az Egyesült Királyságban.
2008-ra azonban megváltozott a helyzet. Az Egyesült Királyságban a GDP/fő értéke $36 130 volt, míg az Amerikai Egyesült Államokban $46 970, ami a brit értéknél majdnem 30%-kal több. A fentebbi táblázat alapján ez azt jelenti, hogy míg az USA-ban az egy főre vetített GDP értéke 1,8%-kal, addig az Egyesült Királyságban csupán 1,47%-kal emelkedett.
Ebből látszik, hogy a GDP emelkedésében mutatott éves pár tizedszázalékos eltérés már igen jelentőssé válik, ha a növekedést akár egy generáción keresztül is vizsgáljuk. Ez és több más tényező vitt rá számos közgazdászt arra, hogy a gazdasági növekedést tekintse a makroökonómia legfontosabb mérőszámának:

„Ha jobban megértjük azokat a kormányzati politikai lehetőségeket, melyeknek akár csak elenyésző hatásuk is van a hosszú távú gazdasági növekedésre, sokkal többet tudunk tenni az általános életszínvonal növekedéséért, mint amire a makrogazdasági mutatók elemzése, majd azok finomhangolása során képesek voltunk valaha a makroökonómia történetében. A gazdasági növekedés mindenképpen a makroökonómia azon fogalmai közé tartozik, melyek valójában számítanak.
”

### Növekedés és innováció
Megfigyelték, hogy a GDP növekedése függ a gazdaság méretétől. A GDP-növekedés és a GDP mértéke között az országokat hosszabb távon vizsgálva konvex kapcsolat mutatható ki. A növekedés egyre fokozatosabb, míg a GDP el nem éri a maximumát, majd csökkenni kezd. Itt létezik valamilyen szélsőérték. Ez nem csak közepes jövedelmű országoknál mutatható ki. Igaz ez fejlett és fejlődő gazdaságokra is. Az így leírható országok a „konvencionális növekedési területhez” tartoznak. A szélsőérték azonban technológiai és politikai újításokkal kitolható, így több ország a magasabb szélsőértéket lehetővé tevő „innovatív növekedési területre” ér át.

## Az egy főre jutó GDP növekedésének meghatározása
A nemzeti jövedelmi mérlegekben az egy főre jutó kibocsátást a következő tényezők segítségével lehet meghatározni: a befektetett munkára jutó output (munkaerő-produktivitás), ledolgozott órák száma (intenzitás), a munkaképes korú lakosságnak a foglalkoztatottsági rátája százalékban (részvételi arány) és a munkaképes korosztály aránya a teljes lakossághoz viszonyítva (demográfia). „A GDP/fő szám változása enne a négy változónak az eredője, plusz a kereszthatások eredménye.”
A közgazdások megkülönböztetik egymástól a termelékenységben bekövetkezett rövid távú változást és a hosszú távú gazdasági növekedést. A rövid távú gazdasági változásokat konjunktúrának nevezik. Az aggregált keresletben bekövetkező változások miatt a konjunktúrában jellemzőek a felívelő és leszálló időszakok. Ezzel ellentétben hosszú távon a gazdasági növekedést a technológiai fejlődés és más hatások összességéből kialakuló strukturális változások során létrejövő termelékenység növekedés jellemzi.

### Termelékenység
Történelmileg a munkaerő termelékenysége (a befektetett munkaerő és az általa létrehozott output) volt az egy főre eső gazdasági növekedés legfontosabb hajtóereje. "Egy híres becslésben az MIT professzora, Robert Solow arra jutott, hogy az USA gazdasági növekedésének 80%-át történelmileg a technológiai fejlődés magyarázza, a befektetett tőke pedig csupán a növekedés maradék 20%-ának a miértjére ad választ.”

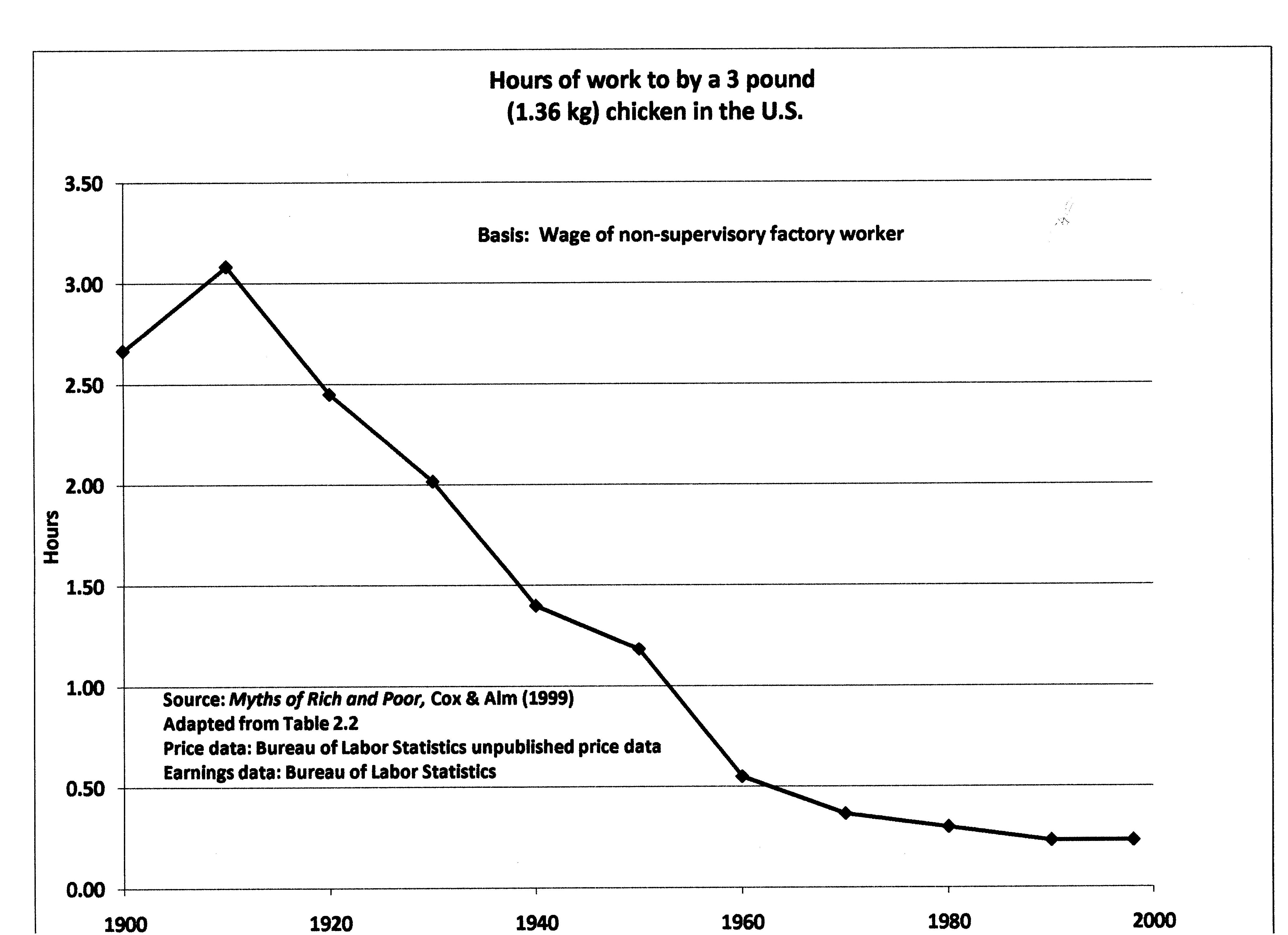
A termelékenység fokozódásával egyre kisebb lett az egyes termékek időben kifejezett költsége. Az élelmiszerek reálára a kereskedelem és a szállítás javulása, a gépesített mezőgazdaság, a trágyák elterjedése, a tudományos gazdálkodás és a zöld forradalom miatt lett alacsonyabb.

A termelékenység növekedése csökkenti a jószágok reál árát. A XX. század folyamán sok termék reálára akár 90%-kal is csökkent.
A gazdasági növekedést általában a felhalmozott humán és fizikai javak felhalmozásával, a termelékenység növekedésével és a technológiai innováció hatására létrejövő új termékekkel magyarázzák. A termelékenység emelkedése szempontjából fontos továbbá a munkamegosztás (specializáció.).
Az iparosodás előtt a technológiai bővülés hatására növekedett a népesség is, amit viszont kordában tartott az élelmiszerrel való ellátás és más erőforrások hiánya, így pedig gátat szabott az egy főre eső bevétel növelésében. Ezt a folyamatot nevezik malthusi csapdának. Az Ipari forradalmat jellemző gyors gazdasági növekedés azért maradt emlékezetes, mert ezzel együtt növekedett a népesség is, így ki tudott törni az emberiség a malthusi csapdából. A már iparosodott országokban azonban csökkent a népesség növekedési üteme. Ezt a jelenséget demográfiai átmenetnek nevezték.
A termelékenység növekedése fontos szerepet játszik az egy főre eső gazdasági növekedésben. Ez a XIX. század közepe óta lényegében evidens. A XX. század során leginkább azért nőtt a gazdaság, mert megnőtt az egy egységnyi munka, anyag, energia vagy termőföld által előállított jószágmennyiség. Az output növekedése ezen kívül az input mennyiség növekedéséből is adódott. Mindkét tényező növelte a termelt mennyiséget. A növekményben éppúgy helyet kaptak az addig is gyártott termékek, valamint az újonnan létrejött jószágok és szolgáltatások.
Az ipari forradalom idején a gépesítés átvette a kézi folyamatok helyét, és így új folyamatok jellemezték a vegyszerek, a vas, az acél és más termékek előállítását. A szerszámgépek hatására lehetővé vált a fém alkatrészek gazdaságos előállítása, így a különféle részegységek felcserélhetővé váltak. (Lásd még: Csereszabatos alkatrész)
A második ipari forradalom idején a termelékenység növelésének legfontosabb módszere az emberi és állati erőforrások élettelen forrásokkal történt kiváltása volt. Nagyot lendített a, hogy a gőzenergiából elektromos áramot állítottak elő, a belső égéshez pedig nem volt szükség jelentős szél- vagy vízenergiára. Ezután a váltás után a legfontosabb hajtóerő a folyamatos fejlődés számára a megnövekedett energiakonverziós termelékenység volt. Az egyéb történelmi termelékenységnövelő technológiák között ott volt az automatizálás és az egyre bővülő közlekedési infrastruktúra (csatornák, vasút és autópályák). Fontos szerepe volt még az új anyagoknak (acél) és energiaforrásoknak, melyek közül meg kell említeni a gőzt, a belső égésű motorokat és az elektromos áramot. Egyéb, a termelékenységet növelő egyéb tényezők közé tartozik a mezőgazdaság gépesítése, az olyan mezőgazdasági tudományos áttörések, mint a műtrágyák megjelenése, az állattartás menedzselése és a zöld forradalom. Megindult a csereszabatos alkatrészeknek a villanymotorral hajtott szerszámgépek segítségével történő tömegtermelése,és ma is ezt az eljárást alkalmazzák.
A termelékenység növekedésének legfontosabb forrásai a XIX. század végén a vasutak, a gőzhajók, a ló vontatta aratógépek, kombájnok valamint a gőz hajtotta gyárak voltak. A gépesítés és szállítás sok területén volt fontos, hogy rájöttek, hogyan lehet olcsón acélt előállítani. A XIX. századra mind az árak, mind a heti munkaidő csökkent, mert kevesebb munkaerőre, energiára és alapanyagra volt szükség a termékek előállításához és szállításához. Ennek ellenére a reálbérek nőttek, így a muNkások javíthattak az élelmezésükön, fogyasztási javakat vásárolhattak, és jobb életkörülményeket engedhettek meg maguknak.
Az 1920-as évek tömegtermelése hatására túlkínálat alakult ki, mely mindenképpen a nagy gazdasági világválság egyik oka volt. A világválság után felélénkült a gazdasági növekedés, melyek okai között ott volt a már létező termékek iránt megnövekedett kereslet. Ilyen termék volt az autó, a telefon, a rádió, az elektromos és háztartási gépek. Az újonnan megjelent termékek között szerepelt a televízió, a légkondicionáló és 1950 után a kereskedelmi repülés. Így elég kereslet alakult ki ahhoz, hogy stabilizálódjon a munkahét hossza. Az autópályák és az egyéb infrastrukturális építkezések szintén hozzájárultak a II világháború utáni gazdasági növekedéshez. Ezt erősítettÉK a feldolgozó és a vegyi iparba történt tőkebefektetések is. A második világháború utáni gazdaság abból is profitált, hogy a világ egyre több részén fedezték fel az olajat, melyek közül kiemelkedett a Közel-Kelet. John W. Kendrick becslése szerint az USA egy főre eső GDP-jének a növekedése 1889 és 1957 között a megnövekedett termelékenységnek volt köszönhető.
Az Amerikai Egyesült Államokban a gazdaság növekedés 1973 után visszaesett. Ezzel ellentétben a gazdaság Ázsiában akkor kezdett el emelkedni. A jelenség Japánban indult, majd átterjedt az ázsiai tigrisekre: Kínára, Délkelet-Ázsiára, az indiai szubkontinensre és a Csendes-óceán partján fekvő ázsiai országokra. 1957-ben Dél-Koreában alacsonyabb volt az egy főre eső GDP, mint Ghánában, míg 2008-ban Dél-Korea adata a ghánai 17-szerese volt. A japán gazdaság az 1980-as évek vége óta jelentősen gyengült.
Az Amerikai Egyesült Államokban a XIX. században a termelékenység egyre gyorsuló ütemben nőtt, legnagyobb növekedését pedig a XX. század első felében érte el. Az USA termelékenysége az évszázad végén, 1996-2004 között megugrott, melynek hátterében a technológiai innovációt leíró Moore-törvény húzódott meg. 2004 után az USA termelékenységének növekedése visszatért az 1972–96-os évek alacsony színvonalára.

### Termelési tényezők
A gazdaságban a tőke a fizikai tőkére utal, melybe beletartoznak a strukturális építmények (a fizikai tőke nagyobb elemei) és a gazdaságban használt más eszközök (gépek, gyári felszerelések, számítógépek, irodai felszerelések, építkezési eszközök, irodai autók, gyógyászati felszerelések) is. Egy szintig fontos növelni az egy főre eső eszközök számát a termelés növelése érdekében. A tőkére igaz a csökkenő haszon elve, mert csak egy bizonyos mennyiséget lehet hatékonyan befektetni, illetve egyre nő az értékvesztés mértéke is. A közgazdasági gondolkodás fejlődésével úgy képzelték, hogy a bevételt a munkaerő illetve a föld és a tőke birtokosai között kell szétosztani. Az elmúlt évtizedekben több olyan ázsiai ország is volt, ahol a magas gazdasági növekedés hátterében a befektetett tőke magas értéke húzódott meg.
A XIX. században jelentősen csökkent a munkahét hossza. Az 1920-as években az átlagos munkahét hossza az USA-ban 49 óra volt, de az 1933-as Nemzeti Ipari Újjáélesztési Törvény alapján ez 40 óra lett, ami felett túlóradíjat kellett fizetni.
A demográfiai tényezők úgy hathatnak a növekedésre, hogy megváltoztatják a népességhez viszonyítva a foglalkoztatottsági arányt és a munkaerő részvételi arányát. Az iparosodás demográfiai változást generál, melynek során csökken a szaporodási arány, míg a népesség átlagos élettartama megnövekszik.
A kevesebb gyermeket világra hozó, a munkaerőpiachoz jobban hozzáférő nők egyre nagyobb arányban állnak munkába. Csökken a gyermekmunka iránti igény, és a gyermekek egyre több időt töltenek az iskolában. Az, hogy egyre nagyobb volt a foglalkoztatottakon belül a nők aránya az USA-ban, ugyanúgy hozzájárult a gazdasági növekedéshez, mint a baby boom idején születettek munkába állása.

## Fordítás
Ez a szócikk részben vagy egészben  az   Economic growth című angol Wikipédia-szócikk ezen változatának fordításán alapul.  Az eredeti cikk szerkesztőit annak laptörténete sorolja fel. Ez a jelzés csupán a megfogalmazás eredetét és a szerzői jogokat jelzi, nem szolgál a cikkben szereplő információk forrásmegjelöléseként.